# Polohî-Nîz, Novi Sanjarî
Polohî-Nîz (în ucraineană Пологи-Низ) este un sat în comuna Velîki Solonți din raionul Novi Sanjarî, regiunea Poltava, Ucraina.

## Demografie
Componența lingvistică a localității Polohî-Nîz
     Ucraineană (93,65%)
     Rusă (3,01%)
     Română (3,01%)
Conform recensământului din 2001, majoritatea populației localității Polohî-Nîz era vorbitoare de ucraineană (93,65%), existând în minoritate și vorbitori de rusă (3,01%) și română (3,01%).